# Gare de Senozan
Gare de Senozan – stacja kolejowa w Senozan, w departamencie Saona i Loara, w regionie Burgundia-Franche-Comté, we Francji.
Została otwarta w 1854 r. na zlecenie przez Compagnie du chemin de fer de Paris à Lyon (PL). Obecnie jest stacją Société nationale des chemins de fer français (SNCF), obsługiwaną przez pociągi TER Bourgogne.